# سالمونئوس

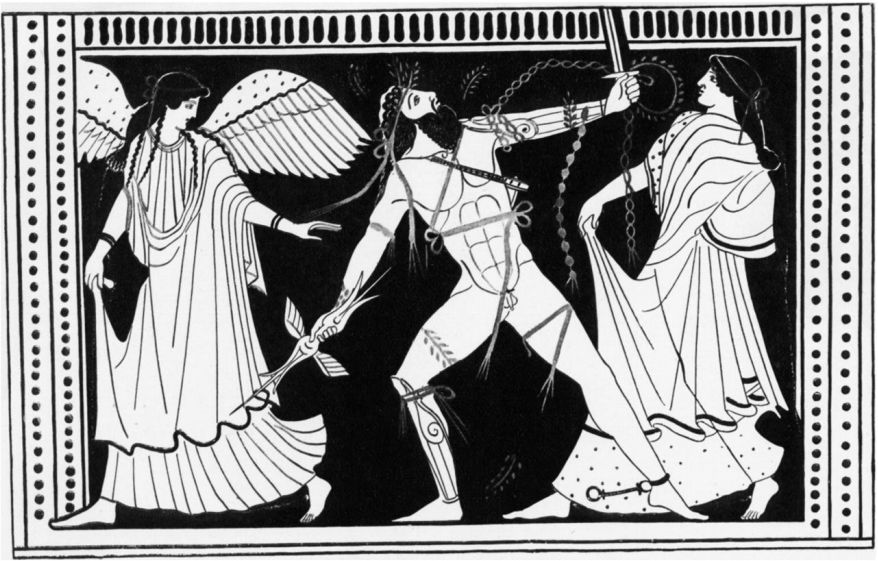
سالمونئوس شمشیر در دست دارد، در سمت چپ او آیریس، در سمت راست همسر حیرت‌زده او.

سالمونئوس (انگلیسی: Salmoneus) در اساطیر یونان باستان پادشاه همنام و بنیانگذار سالمون در پیساتیس بود.